# Шатилов, Александр
Александр (Алекс) Шатилов (ивр. אלכס שטילוב‎; род. 22 марта 1987, Ташкент, Узбекская ССР) — израильский гимнаст, специализировавшийся в вольных упражнениях в спортивной гимнастике. Двукратный призёр чемпионатов мира и семикратный призёр чемпионатов Европы в вольных упражнениях (в том числе чемпион Европы 2013 года), финалист чемпионатов мира и Олимпийских игр в многоборье. Дважды (2009, 2013) признавался спортсменом года в Израиле.

## Биография
Родился в 1987 году в Ташкенте. Отец — инструктор по верховой езде, мать — тренер по акробатике. Занимался гимнастикой с 5 лет. Мальчика, любившего прыгать и кувыркаться, привела в секцию мать, а в 1996 году, посмотрев по телевизору соревнования по гимнастике на Олимпийских играх, он выбрал для себя карьеру в этом виде спорта. В 15 лет, в 2002 году, переехал в Израиль с родителями и поселился в Герцлии. В стране, где гимнастика не была развитой, занимался под руководством тренера-репатрианта Сергея Вайсбурга, представлял клуб «Маккаби» (Тель-Авив).
В 2004 году впервые участвовал в международных соревнованиях (юношеский чемпионат Европы), а через год дебютировал на взрослом чемпионате Европы. К этому времени Шатилов лучше всего выступал в вольных упражнениях, где его атлетичный, хотя и не лишённый помарок, стиль хорошо соответствовал новым правилам судейства. На чемпионате мира 2006 года стал первым израильским гимнастом, попавшим в финал в упражнениях на отдельном снаряде (вольные упражнения). В 2008 году , представляя Израиль на Олимпийских играх в Пекине, стал участником финала в вольных упражнениях, заняв в итоге 8-е место (первое достижение такого уровня среди израильских гимнастов). В том же году пробился в финал Кубка мира в вольных упражнениях после победы на этапе в Глазго и бронзы в Штутгарте и занял итоговое третье место. На следующий год стал сначала первым израильским гимнастом, завоевавшим медаль на чемпионатах Европы, а затем и на чемпионатах мира (обе — бронзовые в вольных упражнениях).
Пропустив чемпионат Европы 2010 года из-за травмы колена, достаточно оправился к началу чемпионата мира, чтобы попасть в финал в многоборье и занять там 10-е место. На чемпионате Европы в следующем году стал серебряным призёром в вольных упражнениях, а затем вторично завоевал бронзу в этом виде на чемпионате мира. На Олимпийском турнире в Лондоне вышел в финал как в вольных упражнениях, так и в многоборье, завершив соревнования соответственно на 6-м и 12-м местах среди финалистов. На следующий год на чемпионате Европы стал первым израильтянином, завоевавшим звание чемпиона континента по спортивной гимнастике (в вольных упражнениях). Чемпионат мира того же года, однако, израильтянину пришлось пропустить из-за травмы щиколотки. В дальнейшем ещё трижды становился бронзовым призёром чемпионатов Европы (в последний раз в 2017 году) и принял участие ещё в двух Олимпийских играх. На первых Европейских играх в 2015 году был финалистом в многоборье.
Дважды — в 2009 и 2013 годах — Олимпийский комитет Израиля признавал Шатилова спортсменом года в этой стране. В декабре 2021 года, в возрасте 34 лет, гимнаст объявил о завершении выступлений и переходе на административную и тренерскую работу. Назначен менеджером гимнастической сборной Израиля.
От жены Алии у Шатилова двое детей — Ром и Гай.